# MV Liberty Star
El MV Liberty Star fue un buque operado por la NASA y United Space Alliance que sirvió principalmente como buque de recuperación de los SRB después del lanzamiento de las misiones del transbordador espacial. También realizó tareas de remolcador y actuó como plataforma de investigación. En 2012 fue transferido al Departamento de Transporte de EE. UU. Para su uso como buque de entrenamiento en la Academia de la Marina Mercante de los Estados Unidos como TV Kings Pointer. Su nave gemela es el MV Freedom Star.

## Historia
Los buques de recuperación se construyeron en Atlantic Marine Shipyard en Florida, y se entregaron en enero de 1981 a su propietario original, United Technologies Corporation. Además de recuperar los SRB, el Liberty Star  se utilizó desde 1998 para remolcar los tanques de combustible externos del transbordador espacial desde su planta de ensamblaje en la instalación de ensamblaje Michoud cerca de Nueva Orleans, Louisiana, hasta el edificio en el Centro espacial Kennedy  en Florida. Este desempeñó un papel similar en la recuperación del primer vuelo de prueba del Ares I y se preveía que continuaría recuperando impulsores para el programa Constellation antes de que se cancelara en 2010.
El Liberty Star también se ha usado ocasionalmente para apoyar operaciones de investigación científica, incluida la investigación para la Administración Nacional Oceánica y Atmosférica y varias universidades. Por lo general, está atracada junto a su buque hermano en las instalaciones de procesamiento del SRB en la Estación de la Fuerza Aérea de Cabo Cañaveral en Florida.